# Desmodium psilocarpum
Desmodium psilocarpum är en ärtväxtart som beskrevs av Asa Gray. Desmodium psilocarpum ingår i släktet Desmodium och familjen ärtväxter. Inga underarter finns listade i Catalogue of Life.